# エア・イリノイ710便墜落事故
エア・イリノイ710便墜落事故は、1983年10月11日にアメリカのイリノイ州で発生した航空事故である。
メイグスフィールド空港からサザン・イリノイ空港へ向かっていたエア・イリノイ710便（ホーカー・シドレー HS-748 series 2A）が経由地のスプリングフィールド空港を離陸した直後に電気的な故障に見舞われて墜落し、乗員乗客10人全員が死亡した。

## 飛行の詳細

### 事故機
事故機のホーカー・シドレー HS-748 series 2A（N748LL）は製造番号1716として1972年に製造された。総飛行時間は21,182時間で、32,350回の離着陸を経験していた。事故機はエア・イリノイが保有する唯一のHS-748だった。

### 乗員乗客
機長は32歳の男性で、1978年12月12日からエア・イリノイに勤務していた。総飛行時間は5,891時間で、HS-748では3,170時間の経験があった。1980年12月18日にHS-748の機長としての資格を取得しており、直近の習熟度テストは1983年7月24日に実施されていた。
副操縦士は28歳の男性で、1980年2月18日からエア・イリノイに勤務していた。総飛行時間は5,119時間で、HS-748では1,746時間の経験があった。1981年9月22日にHS-748の副操縦士としての資格を取得しており、直近の習熟度テストは1982年10月26日に実施されていた。
乗客には南イリノイ大学の教授2人やイリノイ州の労働局の監督者が含まれていた。

## 事故の経緯
710便はイリノイ州シカゴからスプリングフィールドを経由してカーボンデールへ向かう国内定期便だった。事故当時、スプリングフィールドの天候は良かったが、カーボンデール付近は雷雨だった。経由地のスプリングフィールド空港に到着したのCDT20時05分で予定より約45分遅れていた。20時20分、710便はスプリングフィールド空港を離陸した。その1分後、パイロットは軽度の電気的な問題があると報告し、管制官は3,000フィート (910 m)を維持するよう指示した。また、管制官は空港に引き返す必要があるか尋ねたが、パイロットは引き返さない旨を伝えた。副操縦士は「左の発電機は0Aで、右の発電機は27Aだがオンラインにならない」と機長に伝えた。20時27分、機長は有視界飛行での飛行を行うため2,000フィート (610 m)への降下を要請した。管制官は2,000フィート (610 m)ではレーダー上で機影を確認できなくなるためこの要請を却下した。離陸の約20分後、パイロットは機内の余分な照明を消してバッテリーにかかる負荷を減らそうとしたがバッテリーの消耗は続き、最終的に飛行計器と無線機器が使用不能となった。20時49分、管制官は周波数の変更をパイロットに求めたがこれが710便との最後の交信となった。この2分後には管制官のレーダー上から機影が消失した。20時52分、機長は2,400フィート (730 m)までの降下を決断し、副操縦士に高度の監視を頼んだ。副操縦士は懐中電灯を用いてコックピット内を照らした。710便の残骸はイリノイ州ピンクニーヴィルの北東11km地点の牧草地で発見された。残骸は0.5海里に渡って散乱していた。事故により搭乗していた10人全員が死亡した。
警察に墜落事故の発生を通報したジョン・フィッシャーとその妻は建物の上空を旋回している音を聞き、2度目に聞こえたときには閃光が見え、大きなノイズも聞こえたと話した。現場で捜索に当たった現地の警察官は残骸は粉々になっており、薄い金属板のようだったと話した。エア・イリノイはパイロットが不時着を行おうとしていた可能性があると述べた。機体は尾根に接触したため両主翼が脱落し、胴体部の残骸は再び浮き上がって付近の池まで飛散した。

## 事故調査

### 発電機の故障と検査
事故機は6ヶ月前から右の発電機に問題があると報告されており、記録によれば航空会社は適切な検査を行っていた。しかしエア・イリノイの整備は杜撰なもので、整備士は必要以上に検査に要する時間を短縮していた。イギリスの民間航空局、ホーカー・シドレー及び連邦航空局（FAA）の記録によればHS-748ではこの事故以前に電気的な不具合が43件報告されていた。このうち両方の発電機の故障が13件、片側の発電機の故障が16件、その他の発電機に関する不具合が12件であった。
NTSBの調査から、エア・イリノイのパイロットや整備士は不具合や故障についての情報を日誌に記入するのではなく、口頭やメモに書いて報告していたことが判明した。そのため発電機の問題についても日誌には記載されていなかった。加えてパイロット達は発電機が故障した場合の適切な訓練を受けておらず、事故後に行われたバッテリーの寿命に関する聞き取り調査では5人のパイロットが3つの異なる回答をした。NTSBは最終報告書で事故機は定められた規則や会社の手順に従って整備されていなかったがこれらの違反は事故に寄与しなかったと結論づけた。
またNTSBはFAAによる不適切な検査も事故の要因であったとした。エア・イリノイの担当だったFAAの検査官は航空会社への訪問検査などを怠っており、後任の検査官に至っては適切な資格も保有していなかった。FAAによる検査が不適切であったため、航空会社による整備の欠陥を発見出来なかったとNTSBは結論づけた。

### パイロットの評判と行動
機長は「平均的なパイロット」と評価されていた一方で、ワンマンな操縦をするとも言われていた。以前機長と乗務していたパイロットは機長が迂回できる程度の雷雨を突っ切って飛行したり、遅延を嫌って推奨速度を無視していたことがあったと証言した。また、別のパイロットによれば機長は警報を遮断することなどもしていた。聞き取り調査に応じた9人のパイロットのうち7人が機長は「ワンマンな操縦を行っている」「自己流のやり方で物事を成し遂げたいようだった」と証言し、複数のパイロットは機長の機嫌やパフォーマンスが不安定であるため彼との乗務を避けていたと話した。その他、ディスパッチャーなどのアドバイスを聞きたくないようで、特に女性に対して顕著だったという証言もされた。
一方で副操縦士は同僚から高く評価されており、同僚は彼が飛行状況をよく把握していて困難を回避する能力があったと話した。
両発電機からの電力が失われた時点で710便はカーボンデールまで39分、スプリングフィールドまで6分の位置を飛行していた。また、710便はスプリングフィールドを離陸して墜落するまでの間に9つの空港を通過していたが、機長はいずれの空港にも着陸しようとはしなかった。NTSBは機長がスプリングフィールドへの引き返しや他の空港への着陸を試みなかったことを非難した。

### 電力の喪失
調査から、離陸した直後に左側のドライブシャフトが破断し、電力の供給が停止したことが判明した。しかし右の発電機は正常で、電力を供給できる状態であった。コックピットボイスレコーダーとフライトデータレコーダーの記録から、副操縦士が発電機に問題があると認識した後、誤って作動していた右の発電機を遮断したことが明らかとなった。これによって両方の発電機から電力が供給されなくなり、離陸後2分で両発電機からの電力が失われた。
事故機に搭載されたバッテリーは負荷を最大限抑えた状態で30分の間電力を供給するものだった。発電機からの電力を喪失した後、パイロットは緊急時のチェックリストを実行せず、バッテリーへの負荷を可能な限り下げることもしなかった。それにもかかわらずバッテリーは31分間電力を供給し続けた。

### 事故原因
1985年3月にNTSBは最終報告書を発行し、両発電機からの電力が失われたにもかかわらず機長が飛行を継続すると決定したことによって墜落が引き起こされたと結論づけた。機長のこの決定は自身による心理的な影響を受けたためであり、これが誤ったリスク評価とバッテリーの性能評価を招き、飛行継続を決断させた。また、航空会社が適切な訓練を実施せず、FAAがこれを保証出来なかったことが事故要因としてあげられた。これらは誤ったバッテリーの性能評価やパイロットが迅速な対応を取れなかったことに寄与したとされた。
この最終報告書を受けてNTSBのパトリシア・A・ゴールドマン副会長は「訓練と監視についての項目を推定原因に含めると、事故の根本的な原因とそれに伴う教訓が曖昧になってしまう」との声明を出した。

## 事故後
エア・イリノイの社長であるロジャー・ストリートは気象条件が墜落原因であるとの推測を話していたが、後に原因を特定できる情報が無いと述べた。
当時のアメリカ合衆国大統領であったロナルド・レーガンはFAAの検査官を削減しており、このことは事故後に批判され、検査官の人数は削減前のレベルに戻された。また、この事故によって航空規制緩和によって拡大した地域航空会社の安全性に関する懸念が高まった。エア・イリノイは事故の1ヶ月後に運航を再開したが、1984年4月に運航を停止し破産した。事故によって生じた損失は100万ドル程度と言われており、エア・ミッドウエストによる買収が予定されていたが最終的に買収計画は取り消された。

## 映像化
- メーデー!:航空機事故の真実と真相 第20シーズン第8話「Pitch Black」